# Suhłobiszki
Suhłobiszki (biał. Суглобішкі; ros. Суглобишки) − chutor na Białorusi, w obwodzie grodzieńskim, w rejonie oszmiańskim, w sielsowiecie Kolczuny.

## Historia
W czasach zaborów okolica w gminie Holszany, w powiecie oszmiańskim, w guberni wileńskiej Imperium Rosyjskiego. W 1905 roku liczyła 43 mieszkańców, 139 dziesięcin.
W latach 1921–1945 okolica leżała w Polsce, w województwie wileńskim, w powiecie oszmiańskim, w gminie Holszany.
W 1931 w 6 domach zamieszkiwało 35 osób.
Wierni należeli do parafii rzymskokatolickiej w Holszanach. Miejscowość podlegała pod Sąd Grodzki w Holszanach i Okręgowy w Wilnie; właściwy urząd pocztowy mieścił się w Holszanach.
Po II wojnie światowej w granicach Związku Sowieckiego. Od 1991 w niepodległej Białorusi.